# Premiul Beatrice Tinsley
Premiul Beatrice Tinsley este acordat la fiecare doi ani de către American Astronomical Society (AAS) pentru a recompensa cercetări semnificative în domeniile astronomiei sau astrofizicii. Fondat în 1986, premiul este numit în onoarea cosmologei și astronomei Beatrice Tinsley. 

## Premianți
Câștigătorii premiului Tinsley:
- 1986  Jocelyn Bell Burnell (descoperitorul primului pulsar)
- 1988  Harold I. Ewen, Edward M. Purcell (descoperitori radiațiile hidrogenului de 21 cm)
- 1990  Antoine Labeyrie (inventatorul interferometriei)
- 1992  Robert Dicke (inventatorul amplificatorului sincronic)
- 1994  Raymond Davis, Jr. (inventator detectoarelor de neutrini, prima măsurare a neutrini solar)
- 1996  Aleksander Wolszczan (descoperitorul primei planete pulsar)
- 1998  Robert E. Williams (spectroscopie, în special în norii de gaz)
- 2000  Charles R. Alcock (căutări a obiectelor compacte halo masive)
- 2002  Geoffrey Marcy, R. Paul Butler, Steven S. Vogt (dezvoltatorea rezoluției ultra-înalte a spectroscopie Doppler și descoperă planetelor extrasolare prin măsurarea vitezei radiale)
- 2004  Ronald J. Reynolds (studiile asupra mediului interstelar)
- 2006  John E. Carlstrom (investigarea fundalul cosmic de microunde folosind efectul Sunyaev-Zeldovich)
- 2008  Mark Reid
- 2010  Drake Deming
- 2012  Ronald L. Gilliland
- 2014  Chris Lintott